# Hiroki Takahashi
Hiroki Takahashi (jap. 高橋 広樹 Takahashi Hiroki; ur. 7 września 1974 w Tokio) – japoński seiyū i aktor dubbingowy, pracujący dla Big Shot/Interchannel.
Jego najbardziej znane role: Eiji Kikumaru (The Prince of Tennis), Kenji Harima (School Rumble) oraz Katsuya Jonouchi (Yu-Gi-Oh!).
Kilkakrotnie podłożył głos pod Jake’a Gyllenhaala.

## Wybrana filmografia
Ważniejsze role są pogrubione

### Seriale anime
- Beast Wars II (Starscream/Hellscream)
- Beyblade Metal Fusion
- Bleach (Kenryu)
- Bobobō-bo Bō-bobo (Gechappi)
- Bomberman Jetters (Mighty, Max, Zero)
- Bus Gamer (Saitou Kazuo)
- Death Note (Stephen Loud/Stephen Gevanni)
- Digimon Adventure (Monzaemon, WaruMonzaemon)
- Digimon Data Squad (Omnimon)
- Digimon Tamers (Impmon)
- Fight Ippatsu! Jūden-chan!! (Sento Oumi)
- Futari wa Pretty Cure (Pissard)
- Axis Powers Hetalia (Japonia)
- Hunter × Hunter (Hisoka)
- Katekyō Hitman Reborn! (Superbi Squalo)
- Konjiki no Gash Bell!! (Parco Folgore)
- Magical Nyan Nyan Taruto (Iori Monaka)
- Mobile Suit Gundam SEED Destiny (Arthur Trine)
- Nana (Shoji Endo)
- Neo Angelique ~Abyss~ (Rayne)
- Neo Angelique Abyss: Second Age (Rayne)
- The Prince of Tennis (Eiji Kikumaru, Ryou Kisarazu)
- Ray the Animation (Shinoyama Toshiaki)
- School Rumble (Kenji Harima)
- Shōnen Onmyōji (Rikugō/Saiki)
- Sumomomo Momomo (Kōshi Inuzuka)
- Yu-Gi-Oh! Duel Monsters (Katsuya Jonouchi)
- Shura no Toki (Yakumo Mutsu)
- Sailor Moon Crystal (Rubeus)

### Drama CD
- Axis Powers Hetalia (Japonia)
- Chinkonka no Ame – Katekyō Hitman Reborn! (Superbi Squalo)
- Shin Megami Tensei: Devil Survivor (Loki)

### Gry
- Neo Angelique (Rayne)
- Dragon Force (Leon of Topaz)
- Shadow Hearts (Urmnaf „Uru” Bort Hyuga)
- Yo-Jin-Bo (Jinnosuke Murasame)
- Shadow Hearts: Covenant (Urmnaf „Uru” Bort Hyuga)
- Super Robot Wars MX (Hugo Medio)
- Wild Arms: The 4th Detonator (Arnaud G. Vasquez)
- Ys: The Ark of Napishtim (Chief Ord, Mikhail, Geis)
- Konjiki no Gash Bell (Parco Folgore)
- Tatsunoko vs. Capcom: Ultimate All-Stars (Ryu)
- Street Fighter IV / Super Street Fighter IV (Ryu)
- Marvel vs. Capcom 3: Fate of Two Worlds (Ryu)
- Riddle Garden (Elick Anderson)
- Princess Maker 4 (Varoa)
- The Last Story (Tasha)